# Línea 1 del Metrorrey
La Línea 1 es la primera y más antigua red del Sistema de Transporte Colectivo Metrorrey que comunica parte del Área Metropolitana de Monterrey, el cual comunica a dos municipios: Monterrey y Guadalupe. La línea inicia desde la estación Talleres (Monterrey)  y termina en la estación Exposición (Guadalupe). El color distintivo de esta línea es el color amarillo.
La línea 1 tiene a la estación Cuauhtémoc como punto de transferencia con la línea 2, esta se encuentra en el municipio de Monterrey en la zona Centro. También tiene a las estaciones: Exposición, Eloy Cavazos, Parque Fundidora, Mitras y Talleres como estaciones de transferencia con el servicio de TransMetro. A las estaciones: Exposición, Félix Uresti Gómez, Mitras y San Bernabe como estaciones de transferencias de servicio de Metrobús y por último las estaciones Exposición y San Bernabé como estaciones de transferencia para el servicio de MetroEnlace. Esta línea tiene como dirección de poniente a oriente pasando por el centro de la ciudad. El color distintivo de esta línea es el amarillo.

## Historia
El 25 de abril de 1991, se Inauguró la línea 1 en el tramo comprendido entre las estaciones San Bernabé a Exposición, con excepción de la estación Lerdo de Tejada, la cual no fue puesta en servicio ante la falta de recursos para concluirla, quedando como estación fantasma por lo que la línea quedó con solo 17 estaciones en servicio. Posteriormente, después de la construcción de la línea 2, el 21 de mayo de 1995 la estación Lerdo de Tejada entró en operaciones, quedando completo el tramo entre las estaciones San Bernabé a Exposición.
Posteriormente, el 11 de junio de 2002 se concluyó la ampliación de San Bernabé a Talleres. Con una orientación predominantemente poniente-oriente, esta línea transitaría desde este día a través de la zona Metropolitana de Monterrey desde la estación Talleres ubicada en una de las zonas más habitadas al norponiente de la capital regia hasta la terminal Exposición ubicada prácticamente en el centro del municipio de Guadalupe. Así mismo, junto con la inauguración de la estación Talleres se inauguró el sistema TransMetro (bajo el nombre de Premetro), el sistema inicial consistía en tres rutas que conectaban más zonas del norponiente del municipio de Monterrey con la estación Talleres, posteriormente, se crearía una ruta de TransMetro en la estación Exposición, con la cual el sistema cambiaría su nombre de Premetro por el actual TransMetro.

## Estaciones
| Estación           | Iconografía                              | Inauguración        | Municipio | Construcción | Conexiones                            |
| ------------------ | ---------------------------------------- | ------------------- | --------- | ------------ | ------------------------------------- |
| Talleres           | Vagón en un andén                        | 11 de junio de 2002 | Monterrey | Superficie   | - TransMetro                          |
| San Bernabé        | Silueta de San Bernabé                   | 25 de abril de 1991 | Monterrey | Elevada      | - Metrobús - Metroenlace              |
| Unidad Modelo      | Dos casas                                | 25 de abril de 1991 | Monterrey | Elevada      |                                       |
| Aztlán             | Pirámide escalonada                      | 25 de abril de 1991 | Monterrey | Elevada      |                                       |
| Penitenciaría      | Balanza                                  | 25 de abril de 1991 | Monterrey | Elevada      |                                       |
| Alfonso Reyes      | Libro abierto                            | 25 de abril de 1991 | Monterrey | Elevada      |                                       |
| Mitras             | Silueta del Cerro de las Mitras          | 25 de abril de 1991 | Monterrey | Elevada      | - Metrobús - TransMetro - Ecovía      |
| Simón Bolívar      | Busto de Simón Bolívar                   | 25 de abril de 1991 | Monterrey | Elevada      |                                       |
| Hospital           | Fachada del Hospital Universitario       | 25 de abril de 1991 | Monterrey | Elevada      |                                       |
| Edison             | Fonógrafo                                | 25 de abril de 1991 | Monterrey | Elevada      |                                       |
| Central            | Autobús                                  | 25 de abril de 1991 | Monterrey | Elevada      |                                       |
| Cuauhtémoc         | Busto de Cuauhtémoc                      | 25 de abril de 1991 | Monterrey | Elevada      | - Línea 2                             |
| Del Golfo          | Fachada de la antigua estación Del Golfo | 25 de abril de 1991 | Monterrey | Elevada      |                                       |
| Félix Uresti Gómez | Cañón de campaña                         | 25 de abril de 1991 | Monterrey | Elevada      | - Línea 3 - Metrobús - TransMetro     |
| Parque Fundidora   | Balde de fundición                       | 25 de abril de 1991 | Monterrey | Elevada      | - TransMetro                          |
| Y Griega           | Letra Y griega                           | 25 de abril de 1991 | Monterrey | Elevada      |                                       |
| Eloy Cavazos       | Silueta de un torero                     | 25 de abril de 1991 | Guadalupe | Elevada      | - TransMetro                          |
| Lerdo de Tejada    | Libro y pluma                            | 21 de mayo de 1995  | Guadalupe | Elevada      |                                       |
| Exposición         | Cabeza de vaca                           | 25 de abril de 1991 | Guadalupe | Elevada      | - TransMetro - Metrobús - Metroenlace |